# Balkujtelep
Balkujtelep (románul: Bălcești) falu Romániában, Kolozs megyében.

## Lakossága
1941-ben a Magyarkiskapustól elszakított faluban 217 román lakos maradt. 1992-ben 114 fős lakossága is román származású volt.
Lakosai 1992-ben többségében ortodox hitűek 2 fő baptista kivételével.

## Története
A falurész a trianoni békeszerződésig Kolozs vármegye Gyalui járásához tartozott.
Balkujtelep a második bécsi döntés által megosztott Magyarkiskapus Romániában maradt része.

## Nevezetesség
- Az Istenszülő elszenderedése fatemplom a romániai műemlékek jegyzékében a CJ-II-m-B-07527 sorszámon szerepel.[2]

## Lásd még
- Kolozs vármegye
- Kalotaszeg